# Sergen
Sergen (in basso sorabo Žargoń) è una frazione del comune tedesco di Neuhausen/Spree, nel Land del Brandeburgo.

## Storia
Il 24 marzo 2003 il comune di Sergen venne soppresso e aggregato al comune di Neuhausen, che contemporaneamente assunse la nuova denominazione di «Neuhausen/Spree».

## Geografia antropica
Alla frazione di Sergen appartiene la località di Grüntal.

## Amministrazione
Sergen è amministrata da un consiglio di frazione (Ortsbeirat) composto da 3 membri.